# Ludwik Ehrlich
Ludwik Ehrlich (ur. 11 kwietnia 1889 w Tarnopolu, zm. 31 października 1968 w Krakowie) – prawnik polski, profesor Uniwersytetu Jana Kazimierza we Lwowie i Jagiellońskiego, sędzia ad hoc Stałego Trybunału Sprawiedliwości Międzynarodowej w Hadze.

## Życiorys

### Pochodzenie

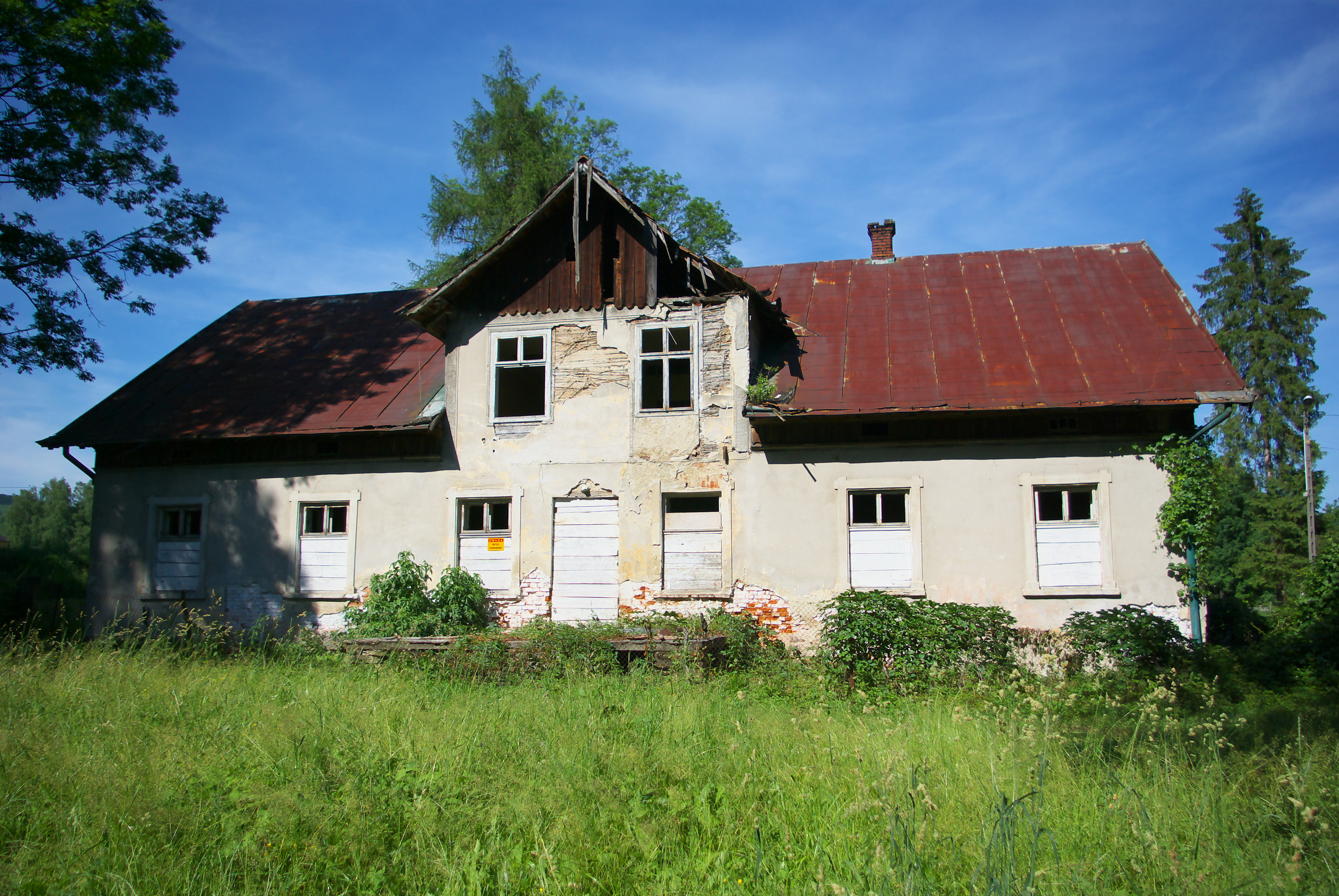
Dwór w Falejówce

Pochodził ze zasymilowanej rodziny żydowskiej. Był synem Arnolda (adwokata) i Flory Judyty z Bernsteinów, bratem ciotecznym Jakuba Parnasa (profesora biochemii Uniwersytetu Lwowskiego), kuzynem Szymona Rundsteina (profesora prawa narodów Wolnej Wszechnicy Polskiej w Warszawie).

### Edukacja
Uczęszczał do szkół powszechnej i średniej w Tarnopolu i Lwowie, 18 czerwca 1907 zdał maturę i podjął studia na Uniwersytecie Lwowskim; kształcił się w zakresie prawa, filozofii i historii literatury, m.in. pod kierunkiem Oswalda Balzera. Studia ukończył w 1911, w 1912 zdał ostatni z trzech egzaminów rygorystycznych co w systemie edukacji niemieckiej i austriackiej równało się z uzyskaniem stopnia doktora praw. W czasie studiów był współtwórcą Kółka Historyczno-prawnego, a w 1912 współzałożycielem czasopisma młodzieży prawniczej – „Prawnik”. Uzupełniał studia na uniwersytetach w Halle (1912–1913), Berlinie (1913), Oksfordzie (1913–1916). W 1915 uzyskał stopień bachelor of letters na Uniwersytecie Oksfordzkim i w latach 1916–1917 prowadził tam wykłady z historii nowożytnej. W 1917 przeniósł się na trzy lata na Uniwersytet Kalifornijski w Berkeley; prowadził w tym okresie działalność agitacyjną na rzecz odzyskania przez Polskę niepodległości wśród poborowych armii amerykańskiej. 5 maja 1917 przyjął chrzest w Kościele rzymskokatolickim. 19 czerwca 1920 r. uzyskał habilitację na Uniwersytecie Lwowskim w zakresie prawa politycznego. 28 lipca 1924 r. został mianowany profesorem nadzwyczajnym a 7 czerwca 1929 r. profesorem zwyczajnym prawa narodów i ogólnej nauki o państwie na UJK we Lwowie.

### Okres międzywojenny
W 1920 podjął pracę na polskim Wydziale Prawa Uniwersytetu Jana Kazimierza we Lwowie jako docent w Katedrze Prawa Narodów. W 1924 został mianowany profesorem nadzwyczajnym i kierownikiem tej Katedry (przyjmując nominację odrzucił jednocześnie ofertę pracy ponownie w Berkeley). W 1929 awansowany na profesora zwyczajnego; od 1930 do września 1939 kierował Studium Dyplomatycznym Uniwersytetu Jana Kazimierza we Lwowie. Jego wychowankami byli m.in. Stanisław Hubert, Kazimierz Grzybowski, Zenon Wachlowski. Absolwentem szkoły dyplomatycznej był również Jan Karski.
W latach 1934–1937 pełnił funkcję dziekana Wydziału Prawa. Głosił wykłady gościnnie z interpretacji traktatów w Akademii Prawa Międzynarodowego w Hadze (1927–1928, 1962) oraz z prawa międzynarodowego na uniwersytetach w Pradze (1929), Jassach (1934), Londynie (1937). W latach 1927–1928 pełnił funkcję sędziego ad hoc w Stałym Trybunale Sprawiedliwości Międzynarodowej w Hadze.
W okresie międzywojennym często odwiedzał Sanok i przebywał w Falejówce, gdzie posiadał majątek ziemski wraz z dworem i parkiem o powierzchni 175 ha. Był ostatnim właścicielem Falejówki.

### II wojna światowa
Po wybuchu II wojny światowej, kampanii wrześniowej i agresji ZSRR na Polskę z 17 września 1939 oraz kapitulacji Lwowa Ludwik Ehrlich wraz z prezydentem miasta, Stanisławem Ostrowskim opracował dokument zawierający szczegóły oddania Lwowa Sowietom. 3 stycznia 1940 został zwolniony z pracy na Wydziale Prawa uniwersytetu we Lwowie. W maju 1940 został aresztowany przez Niemców, po czym 24 maja 1940 został osadzony w więzieniu w Sanoku, gdzie przebywał do 25 maja 1940.
Uniknąwszy losu innych naukowców pozbawionych życia przez Niemców w ramach mordu profesorów lwowskich był zagrożony aresztowaniem, szczególnie z uwagi na swoje pochodzenie. W tym celu został przewieziony przez zaangażowanych w konspirację studentów ze Lwowa do dworu hr. Tarnowskiego w Rudniku nad Sanem, następnie na plebanię w Bielinach, później do gospodarstwa za tą wsią. Potem został skierowany przez niemiecki Arbeitsamt (Urząd Pracy) z Biłgoraja do pracy w nadleśnictwie w Hucie Krzeszowskiej na stanowisku księgowego. Wówczas działał na rzecz w Armii Krajowej, wysłuchując drogą radiową komunikatów w językach angielskim i francuskim i tłumacząc je na język polski. Późną wiosną 1943 lub w połowie września 1943 został aresztowany przez Niemców w leśniczówce w Hucie Krzeszowskiej i osadzony w więzieniu w Biłgoraju. 24 września 1943 został uwolniony przez oddział AK, dowodzony przez majora Tadeusza Sztumberka-Rychtera (wolność odzyskało wówczas również 72 innych więźniów). Następnie został wywieziony przez podziemie na Zamojszczyznę i tam pozostawał do końca okupacji. Był w szeregach oddziału „Podkowy” por. Tadeusza Kuncewicza w Puszczy Solskiej (prowadził nasłuch radiowy). Według Zygmunta Klukowskiego prof. Ehrlich dokumentował zbrodnie nazistowskie na terenie Zamojszczyzny.

### Okres powojenny
Po wojnie współpracował ze Stałym Trybunałem Rozjemczym w Hadze i Międzynarodowym Trybunałem Wojskowym w Norymberdze. Był specjalistą w stosunkach polsko-niemieckich i dlatego występował w charakterze biegłego do spraw zbrodniarzy wojennych. Na potrzeby trybunału opracował doktrynę odpowiedzialności Niemców za zbrodnie na ziemiach polskich, która została oparta na nielegalnej napaści Rzeszy na Polskę oraz rozpoczęcia wojny. Brał udział w postępowaniach przeciwko Arthurowi Greiserowi, Albertowi Forsterowi, Ludwigowi Fischerowi i innym, oraz Amonowi Göthowi.
W 1945 został profesorem Uniwersytetu Jagiellońskiego, kierownikiem Katedry Prawa Międzynarodowego Publicznego i dyrektorem Szkoły Nauk Politycznych Wydziału Prawa tej uczelni. W 1946 był biegłym podczas procesów Amona Götha i Arthura Greisera. W 1947 został powołany na eksperta w pierwszym procesie oświęcimskim.
W czasach stalinowskich był prześladowany przez komunistyczne służby bezpieczeństwa PRL – w 1948 usunięto go z katedry na UJ i odsunięto od nauczania. Katedrę odzyskał w 1956 i pracował do emerytury, na którą przeszedł w 1961.
W 1947 został członkiem korespondentem PAU; był również członkiem przybranym Towarzystwa Naukowego we Lwowie i prezesem Centralnego Komitetu Polskich Instytucji Politycznych (1934–1937). W 1963 otrzymał nagrodę im. Włodzimierza Pietrzaka.

### Działalność naukowa
Specjalizował się w prawie międzynarodowym publicznym, historii prawa międzynarodowego w Polsce, historii doktryn politycznych i prawnych. Opracował pierwszy polski podręcznik prawa międzynarodowego publicznego (Prawo narodów, 1927). Przedstawił teorię o powstaniu polskiej szkoły prawa narodów w Krakowie na początku XV wieku. Opracował doktrynę odpowiedzialności za zbrodnie popełnione przez Niemców na ziemiach polskich, opartą na założeniu, że rozpoczęcie II wojny światowej miało nielegalny charakter. Doktrynę tę przyjął Trybunał Norymberski przy ustalaniu zakresu odpowiedzialności indywidualnej. Po wojnie był również kilkakrotnie biegłym w procesach niemieckich zbrodniarzy wojennych. Przygotował wydanie rozprawy De bellis iustis (1410) Stanisława ze Skarbimierza, pracował również nad edycją dzieł Pawła Włodkowica.

### Śmierć

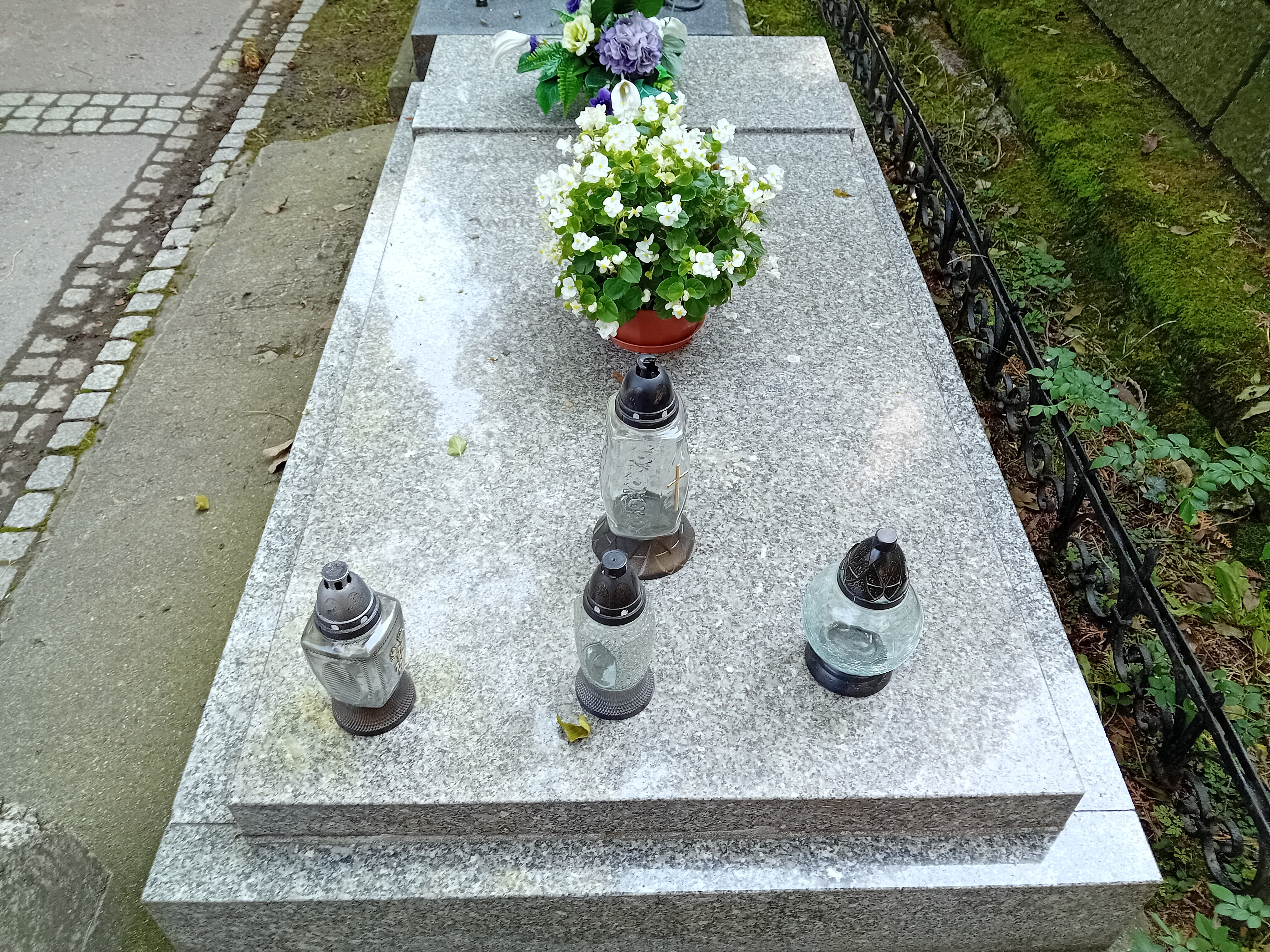
Grobowiec rodzinny Ludwika Ehrlicha

W maju 1968 uległ wypadkowi – został potrącony przez motocyklistę. Z licznymi obrażeniami i złamaniami trafił do szpitala w Krakowie, gdzie zmarł 31 października 1968. Został pochowany na tamtejszym cmentarzu Rakowickim 5 listopada 1968 (pas 8).

### Życie prywatne
Jego żoną była Frances Thornton, z domu Lawton (1897–1990), która nigdy nie nauczyła się dobrze języka polskiego, a w czasie okupacji niemieckiej podobnie jak mąż była więziona w sanockim więzieniu (pod imieniem Franciszka), tyle że od 10 do 30 września 1942. Mieli dwoje dzieci: córkę Konstancję Krystynę (1924–2006) i syna Andrzeja Lawtona (ur. 1928). Krystyna po wstąpieniu do zakonu urszulanek przybrała imię Emilia Ehrlich. Uczyła języka angielskiego kardynała Wojtyłę, a później pracowała dla niego w Watykanie. Syn Andrzej ps. „Kot”, walczył w powstaniu warszawskim, gdzie został ranny. Po kapitulacji powstania przebywał w Stalagu XI A Gross Lübars. Po latach został cenionym tłumaczem literatury fachowej z języka angielskiego.

## Wybrane publikacje
Był autorem licznych publikacji, m.in.:
- Starostwa w Halickiem w stosunku do starostwa lwowskiego w wiekach średnich (1390-1501) (1914)
- Gdańsk. Zagadnienia prawno-publiczne (1926)
- Petitions of Right (1929)
- The Positivism in International Law (1938)
- Paweł Włodkowic i Stanisław ze Skarbimierza (1954)
- Polski wykład prawa wojny XV wieku, Wydawnictwo Prawnicze (1955)
- Interpretacja traktatów (1957)
- Prawo międzynarodowe (1958)
- Suwerenność a morze w prawie międzynarodowym (1961)
- Suwerenność Polski na ziemiach zachodnich i północnych (1962)
- Rektor Paweł Włodkowic, rzecznik obrony przeciw Krzyżakom (1963)

## Odznaczenia
- Order Sztandaru Pracy II klasy
- Krzyż Komandorski Orderu Odrodzenia Polski